# Salvador a 2013-as úszó-világbajnokságon
Salvador részt vett a 2013. július 19. és augusztus 4. között Spanyolországban, Barcelonában megrendezett 2013-as úszó-világbajnokságon. 

## Úszás
Salvador úszói a következő számokban értek el kvalifikációs szinteket: (eseményenként legfeljebb 2 versenyző A kategóriás bejutási idővel és 1 B kategóriás szinttel):
Férfiak
| Versenyző       | Esemény          | Selejtező | Selejtező | Elődöntő       | Elődöntő       | Döntő          | Döntő          |
| Versenyző       | Esemény          | Idő       | Helyezés  | Idő            | Helyezés       | Idő            | Helyezés       |
| --------------- | ---------------- | --------- | --------- | -------------- | -------------- | -------------- | -------------- |
| Marcelo Acosta  | 400 m gyorsúszás | 4:02,21   | 39        | N/A            | N/A            | Nem vett részt | Nem vett részt |
| Marcelo Acosta  | 800 m gyorsúszás | 8:17,39   | 29        | N/A            | N/A            | Nem vett részt | Nem vett részt |
| Rodrigo Suriano | 50 m gyorsúszás  | 24,32     | 58        | Nem vett részt | Nem vett részt | Nem vett részt | Nem vett részt |
| Rodrigo Suriano | 100 m hátúszás   | 1:00,79   | 44        | Nem vett részt | Nem vett részt | Nem vett részt | Nem vett részt |

Nők
| Versenyző      | Esemény             | Selejtező | Selejtező | Elődöntő       | Elődöntő       | Döntő          | Döntő          |
| Versenyző      | Esemény             | Idő       | Helyezés  | Idő            | Helyezés       | Idő            | Helyezés       |
| -------------- | ------------------- | --------- | --------- | -------------- | -------------- | -------------- | -------------- |
| Pamela Benitez | 100 m-es gyorsúszás | 58,16     | 48        | Nem vett részt | Nem vett részt | Nem vett részt | Nem vett részt |
| Pamela Benitez | 100 m-es gyorsúszás | 2:05,43   | 35        | Nem vett részt | Nem vett részt | Nem vett részt | Nem vett részt |